# Branislav Rajačić
Branislav Rajačić (in serbo Бранислав Рајачић?; Sarajevo, 21 novembre 1931 – Belgrado, 30 settembre 1992) è stato un allenatore di pallacanestro jugoslavo.